# Mušan Topalović
Mušan „Caco“ Topalović (20. dubna 1957 – 26. října 1993) byl bosenský zločinec a voják ze Sarajeva, velitel 10. horské brigády Armády Republiky Bosna a Hercegovina. Caco byl také pašerák, zloděj a gangster v obleženém hlavním městě Sarajevo. Dříve býval také rockovým hudebníkem.
Caco se stal velitelem brigády až kvůli zmatkům během jugoslávské krize na jaře 1992. Podařilo se mu vytvořit vlastní brigádu, zatímco bosenská vláda usilovala o řešení. Caco a jeho síly byli proslulí válečnými zločiny proti civilnímu obyvatelstvu, zejména zabíjením srbských civilistů, z nichž mnozí byli později exhumováni z jámy Kazani a identifikováni.

## Aktivity a zločiny
Cacova brigáda byla nechvalně známá tím, že shromažďovala sarajevské občany a nutila je kopat obranné pozice v oblastech jeho odpovědnosti. Mezi ně patřili i rodinní příslušníci vysokých vládních úředníků a armádních generálů. Někteří z těch, kteří byli nahnáni do kopání zákopů, se nikdy nevrátili, v některých případech údajně proto, že Cacovi muži zatoužili po jejich bytech. Předpokládá se, že Cacovi muži zabili stovky obětí, především místních srbských civilistů. Těla byla zlikvidována v Kazani, černém hrobě v rozsedlině hory Trebević. Polovojenské jednotky podřízly Srbům hrdla a podle svědectví upálily nejméně jednoho Srba zaživa. 29 těl z jámy Kazani bylo exhumováno vyšetřovateli po několika dnech kopání, ale práce byly náhle zastaveny ministerstvem vnitra a už nikdy nebyly obnoveny. Cacovy polovojenské jednotky také napadaly zahraniční novináře, olupovaly humanitární agentury, unášely obrněné transportéry jednotkám UNPROFOR a monopolizovaly černý trh.

## Smrt
Sarajevská vláda začala na podzim roku 1993 zasahovat proti městským zločineckým armádním gangům. Vojenská závislost města na zločincích se s formováním profesionální armády postupně snižovala a gangy byly překážkou další vojenské profesionalizace a konsolidace. Cacovy excesy, brutální zločiny proti civilistům a odmítnutí, aby 10. horská brigáda spadala pod řetězec velení Bosenské armády (ARBIH), se staly výzvou pro vládní autoritu a staly se také ostudou sarajevských vůdců, kteří si chtěli zachovat mezinárodní sympatie a podporu. 26. října 1993 vláda zahájila „Operaci Trebević 2“, která se zaměřila na 9. motorizovanou a 10. horskou brigádu a jejich příslušné velitele.
Během operace Caco a několik jeho spolupracovníků zabili devět policistů a vzali několik desítek civilistů jako rukojmí. Caco a jeho muži brutálně zabili celkem sedmnáct lidí. Při pokusu o jeho zatčení: policisté Admir Hebib (1969-93), Kemal Kojić (1960-93), Dragan Miljanović (1967-93), Slaven Markešić (1965-93), Srđan Bosiljčić (1963-93), Elvir Šovšić (1974-1993), Hamid Humić (1959-93), Jasmin Čamdžija (1968-93), Izet Karšić (1959-93) a osm civilních rukojmích byli zabiti. Caco se později vzdal poté, co obdržel záruky od předsednictví, že nebude zabit. Skončil mrtvý.
V oficiální verzi události vydané vládou byl Caco zabit při pokusu o útěk. Cacův bratr Emir, švagr Behudin a další voják byli zatčeni a zbiti, ale byli propuštěni. Několik členů jeho brigády bylo později u sarajevských soudů obviněno z válečných zločinů. 14 vojáků bylo nakonec po tajném procesu odsouzeno za různá zvěrstva, přičemž většina si odpykala tresty v délce několika měsíců.
Podle Munira Alibabiće, ředitele Ústřední bezpečnostní služby pro bosenskou vládu během obléhání Sarajeva, byl Caco odstraněn ne proto, že by byl velitelem mimo kontrolu, ale proto, že se stal politickou odpovědností pro Aliju Izetbegoviće a jeho nejužší kruh: Caco věděl příliš mnoho a mohl „potopit“ politické vůdce SDA, kteří byli spoluviníky jeho špinavé práce.

## Pohřeb
Caco byl pohřben v hrobě označeném N.N. v blízkosti olympijského stadionu v Sarajevu. V roce 1996 pod tlakem různých skupin bosenská vláda odhalila umístění jeho hrobu a jeho ostatky byly exhumovány. 2. prosince 1996 mu byl poskytnut pohřeb válečného hrdiny, který byl vysílán v televizi a kterého se zúčastnilo přibližně 12 000 lidí v Sarajevu, většinou členů Zelených baretů a dalších kvaziformálních vojenských uskupení. Cacoův veřejný pohřeb odsoudil Jovan Divjak, etnický Srb, který byl za války armádním generálem bosenské armády, jako „oslavu gangstera“. Prezidentu Izetbegovićovi napsal: „Nechápu, proč ve dnech, kdy vynakládáte nadlidské úsilí, abyste zachovali Bosnu takovou, jaká je, pořádáte pohřeb těch, kteří způsobili největší škody. Není tento pohřeb znamením pro všechny? Znamení, že mohou beztrestně drancovat domy, krást auta a majetek druhých?“ Divjak 27. května 1993 — čtyři měsíce před Cacovým zatčením — odsoudil jeho zločiny v dopise generálnímu štábu a Izetbegovićovi. Caco byl pohřben na hřbitově pro vojáky zabité během války, což bylo odsouzeno mnoha veterány a rodinami padlých, protože nikdy nebojoval v první linii, ani žádný z mužů pod jeho přímým velením.